# Service aérien gouvernemental
Le Service aérien gouvernemental (SAG) est une organisation créée par le gouvernement du Québec en 1960 pour gérer et coordonner les opérations aériennes de divers ministères provinciaux. Conçu initialement pour regrouper la flotte aérienne gouvernementale, le SAG est devenu au fil des décennies un acteur clé dans la lutte contre les incendies de forêt, les opérations de transport médical d’urgence, et les interventions en cas de catastrophe. Fort d’une flotte diversifiée et d'une expertise reconnue, le SAG collabore également à des missions internationales et représente un modèle d’innovation en matière d’aviation publique.

## Histoire

### Création
Le Service aérien gouvernemental est créé à la suite d’une loi votée en mars 1960 par l'Assemblée nationale du Québec, visant à regrouper sous une seule flotte tous les appareils détenus par les ministères provinciaux. À l’époque, le gouvernement de Jean Lesage dispose de cinq avions répartis entre les ministères de la Colonisation, de la Chasse et Pêche, et des Terres et Forêts, ce qui limitait l'efficacité et la coordination des opérations. Le premier ministre Paul Sauvé est à l'origine de cette idée, mais décède avant sa réalisation, laissant son successeur, Antonio Barrette, prendre les premières mesures pour sa mise en place. Cependant, après la prise de pouvoir du Parti libéral en juin 1960, une vente de la flotte est envisagée.
Le sous-ministre des Transports, Jacques Verreault, parvient à convaincre les nouveaux élus de maintenir la flotte en activité et propose trois options pour sa gestion : vendre les avions, confier leur exploitation au secteur privé ou conserver les appareils sous une gestion unifiée. C’est la troisième option qui est finalement retenue, ouvrant la voie à la création d’un service aérien gouvernemental unique pour centraliser les opérations.
Paul Gagnon, qui rejoint le gouvernement en juillet 1960 en tant que pilote-instructeur, est choisi pour diriger ce nouveau service. En octobre 1960, le Service aérien gouvernemental (SAG) est officiellement créé, avec Gagnon en tant que premier directeur général. À ses débuts, le SAG regroupe six avions, y compris un DC-3 récemment acquis, et se consacre principalement à des missions de transport pour le gouvernement.
| Nom                  | Titre              | Qualification sur les appareils   |
| -------------------- | ------------------ | --------------------------------- |
| Fernand Bégin        | Mécanicien         |                                   |
| Paul Blumhard        | Mécanicien         |                                   |
| Jean Bonnard         | Pilote             | Beaver et Royal Gull              |
| Paul Gagnon          | Pilote-instructeur |                                   |
| Pierre Laliberté     | Copilote           | DC-3                              |
| Jean-Claude Lemarier | Chef pilote        | Beechcraft, Grumman Mallard, DC-3 |
| Paul Octeau          | Copilote           | DC-3                              |
| Gerry Preston        | Copilote           | DC-3                              |
| Jules Ringuette      | Pilote             | Beaver                            |
| Albert Tétreault     | Mécanicien         |                                   |

### Développement des capacités de lutte contre les Incendies (1961-1970)
Dès les premières années de son existence, le SAG est sollicité pour intervenir dans la lutte contre les incendies de forêt.

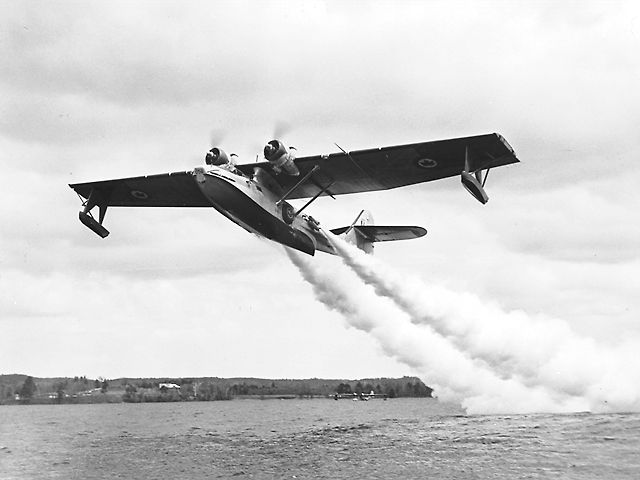
Un avion Canso qui décolle d'un plan d'eau

En 1961, le Service aérien gouvernemental acquiert deux avions Canso auprès du gouvernement fédéral canadien. Ces appareils, autrefois utilisés pour des missions militaires durant la Seconde Guerre mondiale, sont modifiés pour la lutte contre les incendies avec l'ajout de deux réservoirs externes de 300 gallons chacun. Ces réservoirs amovibles permettent aux Canso de larguer des milliers de litres d'eau sur les incendies de forêt avec une grande efficacité. Ces appareils voient également leurs moteurs, hélices et équipements radio modernisés pour répondre aux besoins de leur nouvelle mission civile. Le coût total de transformation s'élève à 125 000 $ par appareil, financé pour moitié par le gouvernement fédéral dans le cadre d’un partenariat pour la protection des forêts.
Dès leur première saison d'opérations en 1961, ces avions-citernes réalisent 25 sorties, larguant environ un million et demi de gallons d’eau pour éteindre les incendies au Québec et à Terre-Neuve. À la suite du succès de ces interventions, le gouvernement québécois procède à l’achat de cinq autres Canso en 1962, modifiés pour inclure des réservoirs internes développés par Field Aviation, offrant ainsi une meilleure capacité de largage rapide et précis.
Le SAG devient également un acteur clé dans les collaborations internationales en matière de lutte contre les incendies. En 1967, une délégation du SAG se rend au Chili pour évaluer le territoire forestier et envisager la location de bombardiers d’eau québécois pendant les saisons d’incendie. L'année suivant, deux avions Canso quittent pour une mission au Chili. Cette initiative marque le début d’une longue collaboration avec divers pays en Amérique latine et en Afrique.
En réponse aux limites opérationnelles des avions Canso pour la lutte contre les incendies de forêt, le SAG s'associe avec Canadair pour concevoir un appareil novateur destiné spécifiquement à cette mission. Ainsi naît le CL-215, un bombardier d'eau amphibie robuste dont le prototype voit le jour en 1964, équipé de moteurs prévus initialement pour le CL-204. Cet avion, capable de larguer des charges d'eau d'une capacité de 1 200 gallons (environ 4 500 litres) pendant des missions de plusieurs heures, présente une conception qui doit résister aux contraintes sévères du rechargement et aux vibrations lors des survols des brasiers. Son écopage se réalise en dix secondes en glissant sur l’eau sur une distance de 610 mètres, grâce à deux écopes situées sous la coque de l'avion.

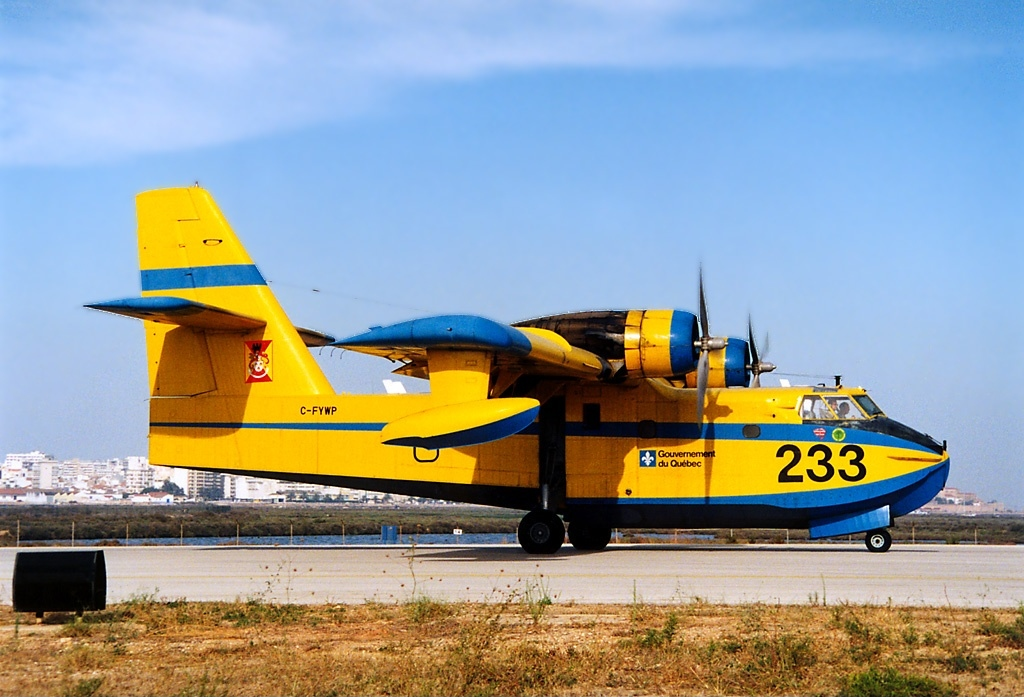
Canadair CL-215 du SAG en mission au Portugal

La conception inclut des réservoirs majoritairement intégrés sous le plancher, renforcés pour supporter la masse de l’eau et la pression intense durant les opérations. Bien qu’au départ certains doutes existent quant à son design anachronique, les modifications successives, incluant le moteur R-2800 série C et des ajustements de l’empennage, confirment sa fiabilité. Le 23 octobre 1968 marque le premier vol du CL-215, réalisé avec le prototype nommé C-FEU-X.
En 1969, la province de Québec passe une commande de 15 appareils après avoir initialement prévu d'en acquérir 20, devenant ainsi la première région à s'engager fermement dans l'achat du CL-215.

### Transport médical (1972)
En 1972, le SAG étend ses activités pour inclure le transport aérien des malades, une mission qui répond aux besoins urgents des régions éloignées. Ce service est disponible 24 heures sur 24 et permet d’intervenir dans l’heure suivant une demande du ministère des Affaires sociales. Face à l’augmentation rapide de ce type de transport, le SAG propose dès 1974 l’acquisition d’un avion spécifiquement aménagé pour le transport médical, avec des équipements médicaux à bord pour améliorer la prise en charge des patients. Le tableau suivant présente les données relatives au nombre de transports de malades effectués par le Service aérien gouvernemental, offrant un aperçu de l'évolution de cette activité essentielle au fil des années :
| Année          | Nombre de transports |
| -------------- | -------------------- |
| 1972           | 40                   |
| 1973           | 145                  |
| 1974           | 225                  |
| 1975           | 502                  |
| 1976 (11 mois) | 481                  |

### Organisation et Missions du Service aérien gouvernemental en 1976
En 1976, le SAG a diversifié et structuré ses activités pour répondre aux besoins de plusieurs ministères et assurer divers services publics. Les missions du SAG se divisent alors en plusieurs catégories :
- Avions exécutifs  Le SAG utilise une flotte d’avions exécutifs pour le transport de personnes en fonction des priorités établies par le Conseil du Trésor. Ces priorités incluent le transport des malades (25 % des heures de vol), le transport des ministres et fonctionnaires (32 %), le transport de groupes de fonctionnaires (41 %), ainsi que des vols techniques (2 %). Ces avions permettent au gouvernement du Québec de fournir un soutien logistique rapide et flexible pour les déplacements de son personnel.
- Avions-citernes  La protection des forêts contre les incendies est l’une des missions centrales du SAG. En 1976, le SAG dispose de 21 avions-citernes destinés à cette tâche pour le compte du Ministère des Terres et Forêts. Cette flotte d’avions-citernes permet de répondre efficacement aux incendies de forêt et de limiter les dégâts dans les régions forestières de la province.
- Hélicoptères  Le SAG exploite également 16 hélicoptères, dont l’utilisation est répartie entre différents ministères. Deux hélicoptères sont réservés exclusivement pour la Sûreté du Québec, deux pour le Ministère du Tourisme, de la Chasse et de la Pêche, et les autres servent aux besoins généraux du gouvernement. Ces hélicoptères jouent un rôle essentiel pour les interventions rapides dans des zones difficiles d’accès et pour des missions de surveillance ou de soutien logistique.
- Autres avions  En plus des avions exécutifs et des avions-citernes, le SAG dispose d’un avion DC-3 et de deux avions Beaver. Ces appareils sont utilisés pour des missions spéciales au service de plusieurs ministères, avec une priorité pour le Ministère du Tourisme, de la Chasse et de la Pêche. Ils permettent de répondre aux besoins spécifiques de certains départements, en fonction des demandes ponctuelles.
- Opération insecticides  Le SAG supervise également une opération de gestion des insecticides pour le Ministère des Terres et Forêts. Cette mission est sous-traitée à une entreprise privée, qui dispose de 25 avions affectés exclusivement à cette tâche. L’objectif de cette opération est de contrôler les populations d’insectes nuisibles pour protéger les ressources forestières.

#### Prolongement de la mission
À cette époque, le SAG explore également des possibilités d’expansion de ses services pour répondre aux besoins croissants des institutions publiques québécoises :
- Intégration des opérations d’Hydro-Québec et de la Société de la Baie James  Le SAG propose de reprendre les opérations aériennes d’Hydro-Québec et de la Société de la Baie James, qui ont commencé à acquérir leurs propres aéronefs, notamment un avion de transport Hercules et plusieurs hélicoptères. Cette intégration pourrait réduire les coûts pour Hydro-Québec et renforcer les capacités du SAG, tout en augmentant son autonomie et son influence auprès des autorités fédérales.
- Transport régulier des fonctionnaires  Dans le cadre d’une stratégie d’autofinancement, le SAG envisage la création d’un service de vols réguliers pour les fonctionnaires, en particulier entre les villes de Québec et de Montréal. Cette initiative pourrait réduire les coûts de transport en détournant une partie des déplacements en voiture, train et avion commercial vers le service aérien du gouvernement. En 1976, le SAG possède deux avions F-27 adaptés pour ce type de transport. Une modification de ces avions est planifiée pour en augmenter la capacité, avec l’ajout d’une suite ministérielle afin de répondre aux besoins spécifiques de la Sûreté du Québec et du gouvernement.

### Création et Expansion du Programme ÉVAQ (à partir de 1981)
En septembre 1981, sous l'impulsion du Dr Pierre Fréchette, le ministère de la Santé et des Services sociaux (MSSS) mandate l’Hôpital de l’Enfant-Jésus pour établir un service d’évacuations aéromédicales au Québec, connu sous le nom d’ÉVAQ. Ce programme, seul service aéromédical officiellement reconnu par le gouvernement du Québec, est conçu pour offrir un accès rapide aux soins spécialisés aux patients des régions éloignées en situation d’urgence médicale.
Le premier avion-ambulance, le Valentine-Lupien, débute son service en septembre 1981. Capable d’atteindre une vitesse de croisière de 750 km/h et une autonomie de vol de trois heures et demie, cet avion peut opérer sur des pistes courtes de 1 220 mètres. Il est baptisé en hommage à Valentine Lupien, une infirmière qui prodiguait des soins dans le nord du Québec dès 1937. En 1982, l'équipe de maintenance du SAG, conçoit un escalier spécialement adapté à l’avion-ambulance, doté de caractéristiques telles que des marches antidérapantes et un cran de sûreté, permettant une montée et une descente sécurisées pour les patients et le personnel médical.

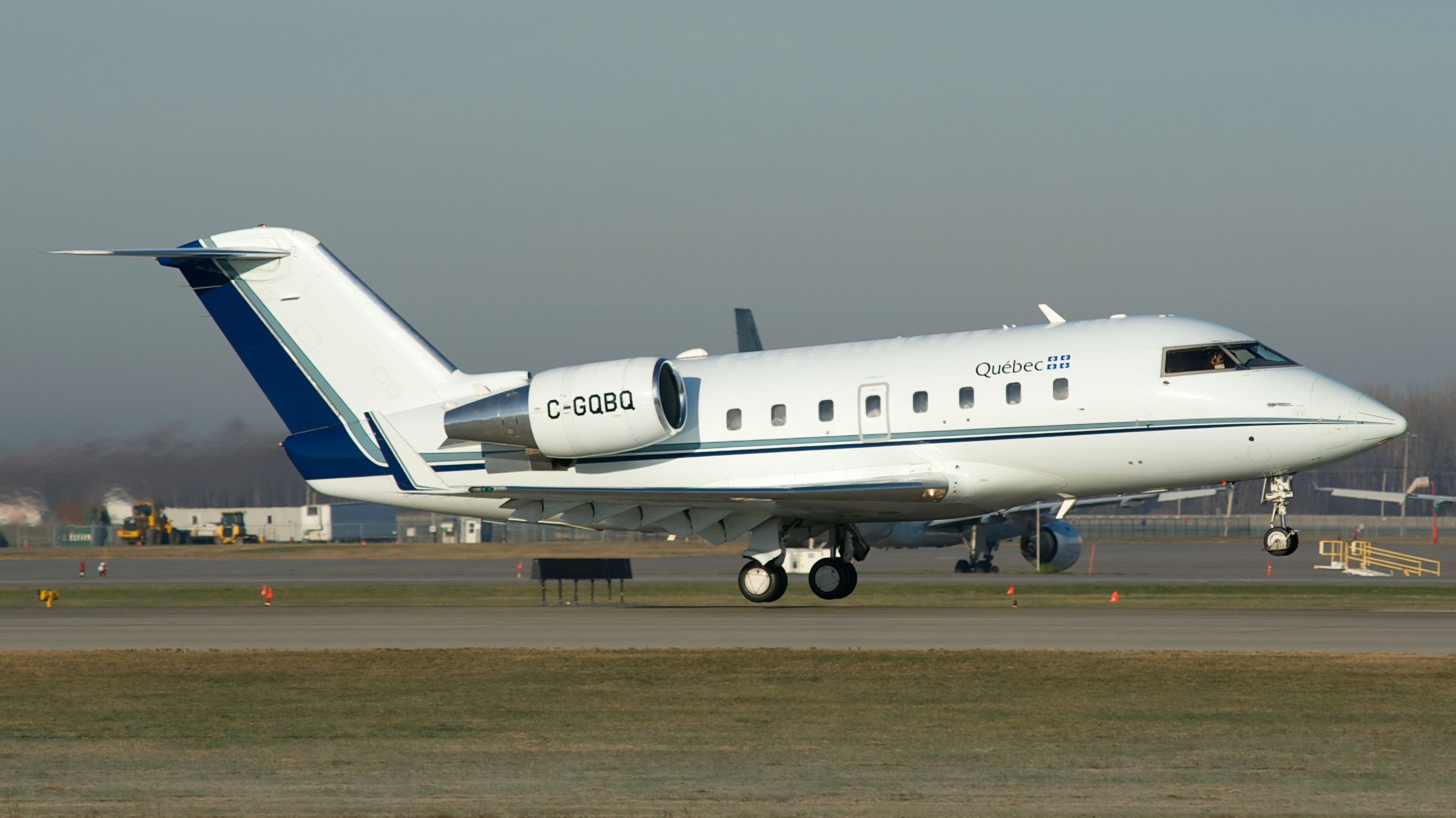
Challenger 601-3A (C-GQBQ) du SAG, en mission ÉVAQ, au décollage de l'Aéroport international Pierre-Elliott-Trudeau de Montréal en 2012.

En 1988, le Valentine-Lupien est remplacé par un avion-ambulance Challenger, plus rapide et plus économique en carburant, avec une autonomie de vol accrue. Ce changement améliore considérablement la capacité du SAG à effectuer des évacuations aéromédicales rapides et sur de longues distances, renforçant ainsi l’efficacité des interventions d’ÉVAQ pour les patients en situation critique.
Depuis sa création, le programme ÉVAQ a permis d’assurer le transport de plus de 52 000 patients (2010).

## Histoire récente
Aujourd’hui, le SAG gère une flotte de 21 aéronefs, composée d’avions et d’hélicoptères, et mobilise plus de 250 employés, incluant des techniciens en aéronautique, régulateurs de vol, agents de bord, pilotes et personnel administratif. Cette organisation assure un soutien continu, 24 heures sur 24 et 7 jours sur 7, pour répondre aux besoins aériens des différents ministères dans le cadre de leurs missions.

### Missions principales du SAG
Le SAG intervient dans divers domaines, répondant aux besoins spécifiques des ministères à travers une gamme de services aériens spécialisés :

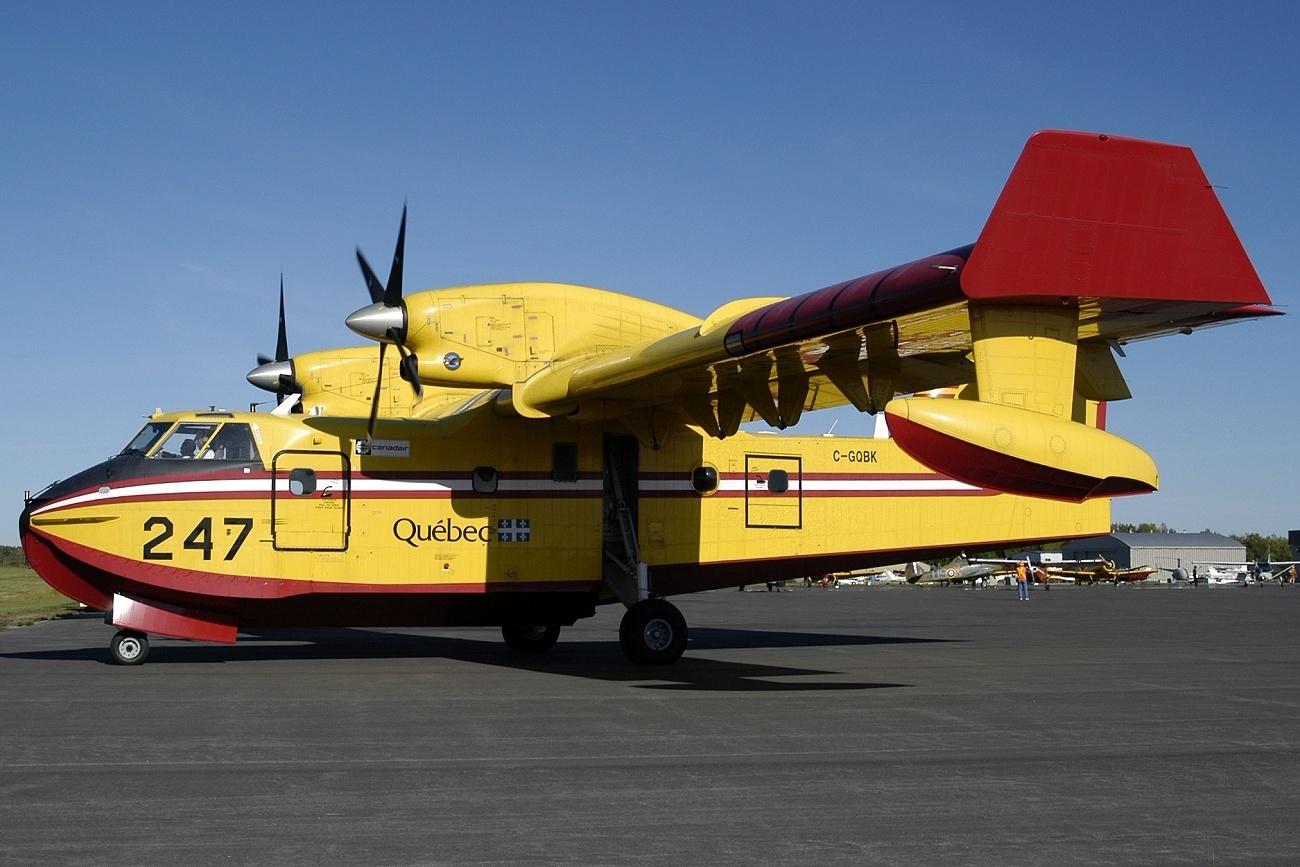
CL-415 du SAG en 2009

1. Lutte contre les incendies de forêt CL-415 du SAG en 2009En partenariat avec la Société de protection des forêts contre le feu (SOPFEU), le SAG déploie chaque année 14 avions-citernes pour faire face aux incendies de forêt au Québec et au Canada, et parfois même à l’international. Cette flotte inclut des avions CL-415, CL-215T et CL-215P, qui effectuent environ 1 800 heures de vol par an et réalisent 12 000 largages d’eau pour protéger les forêts et les infrastructures essentielles. Lors de la saison exceptionnelle de feux en 2023, ces avions ont effectué près de 2 800 heures de vol et plus de 22 000 largages. En dehors de la saison des feux, ces appareils sont aussi utilisés pour des missions de lutte contre les incendies dans d’autres provinces et dans des pays étrangers[11]. Depuis 1994, le SAG entretient une collaboration avec le service incendie du comté de Los Angeles pour lutter contre les feux de forêt en Californie. Chaque année, le SAG fournit deux avions CL-415 avec les équipages et techniciens nécessaires pour une période de 90 à 180 jours. Cette entente permet aux équipages du SAG d’acquérir de l’expérience en contexte international et génère des revenus pour le gouvernement du Québec[11].

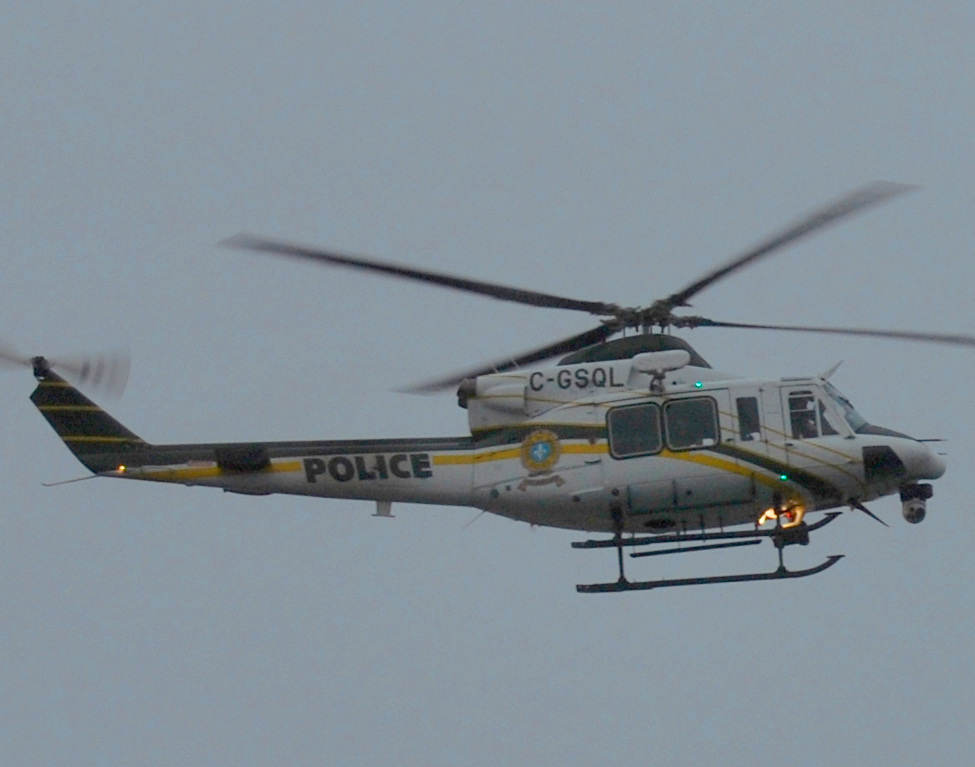
Bell 412EP de la Sûreté du Québec en 2015

2. Collaboration avec la Sûreté du Québec (SQ)Bell 412EP de la Sûreté du Québec en 2015Le SAG soutient les opérations de la Sûreté du Québec dans des missions de recherche, de sauvetage et de surveillance aérienne. Basée à l’aéroport de Saint-Hubert, la flotte d’hélicoptères destinée à la Sûreté du Québec comprend un Bell 206B, un Bell 412EP et un Airbus H145, utilisés pour des interventions telles que la recherche de personnes disparues, la surveillance de grands rassemblements et certaines enquêtes criminelles[12].
3. Transports sanitaires aériens et Évacuations aéromédicales du Québec (ÉVAQ)  Le SAG assure le transport aérien de patients en situation d’urgence ou stable depuis des régions éloignées vers des centres hospitaliers spécialisés au Québec. ÉVAQ, géré en partenariat avec le ministère de la Santé et des Services sociaux, est le principal programme d’évacuation médicale du Québec, transportant environ 2 600 patients annuellement. Les évacuations reposent principalement sur un avion Challenger 601-3R, aussi appelé « avion-hôpital ». En complément, un autre Challenger 601-3A ainsi que deux Dash 8 (modèles 200 et 300) sont disponibles pour répondre aux besoins divers de transport médical[13].
4. Service gouvernemental de nolisement d’aéronefs  Le SAG offre un service de nolisement d’avions et d’hélicoptères pour répondre aux besoins aériens des ministères et organismes. Ce service permet la location d’aéronefs pour des missions de transport de passagers, de marchandises et de travaux aériens spécifiques. Le SAG travaille en collaboration avec un mandataire privé pour gérer les demandes 24 heures sur 24, 7 jours sur 7. Cela inclut la constitution d’une liste de transporteurs qualifiés et la supervision des contrats, garantissant une offre de services de nolisement diversifiée et adaptée aux besoins gouvernementaux[14].

## Flotte du SAG
Depuis sa création dans les années 1960, la flotte du SAG a connu une expansion et une diversification remarquables. Initialement composée d’appareils adaptés aux besoins de l’époque. À travers plusieurs décennies, le SAG a ainsi modernisé et diversifié ses équipements, reflétant les avancées technologiques et les nouvelles exigences en matière de sécurité et d’efficacité.
| Année de mise en opération (SAG) | Année de fin de service | Type       | Mod.        | Constructeur     | Numéro de série | Immatriculation | Informations supplémentaires |
| 1960                             | 1970                    | Beech 18   | E18S        | Beechraft USA    | BA-344          | CF-PQA          | Destruction totale lors d'un accident lié au trafic de drogue en Colombie (1975) |
| 1960                             | Inconnue                | DC-3       | C-47A-1DK   | Douglas USA      | 12055           | CF-PQG          | Destruction totale lors d'un accident à Blanc-Sablon (1965). |
| 1960                             | Inconnue                | Beaver     | DHC-2 MK. I | De Havilland     | 166             | C-FPQB          | Anciennement CF-GCS. Destruction totale lors d'un accident mortel à Eucott Bay, C-B, sous la propriété de Wilderness Airline (1993).                                                           |
| 1960                             | 1962                    | Mallard    | G-73        | Grumman          | J-55            | CF-PQE          | Anciennement CF-HAV. Vendu en août 1962. Destruction totale lors d'un accident, ouragan Hugo sous la propriété de ChalkAir (1989).                                                             |
| 1960                             | Inconnue                | Beaver     | DHC-2 MK. I | De Havilland Can | 873             | C-FPQC          | Anciennement CF-IKQ Destruction totale lors d'un accident à Schefferville (août 2008) sous la propriété de Labrador Air Safari.                                                                |
| 1960                             | Inconnue                | Royal Gull | P-136-L1    | Piaggio          | 207             | CF-PQD          | Anciennement CF-IZG. Vendu en février 1961. Destruction totale lors d'un accident aux États-Unis en novembre 1997.                                                                             |
| 1961                             | Inconnue                | Otter      | DHC-3       | De Havilland Can | 417             | CF-PQH          | Destruction totale lors d'un accident, feu à Aguanish, août 1966. |
| 1961                             | Inconnue                | Canso      | PBY-5A      | Canadian Vickers | CV-361          | CF-PQI          | Destruction totale lors d'un accident, Curico au Chili, mars 1969. |
| 1961                             | Inconnue                | Canso      | PBY-5A      | Canadian Vickers | CV-333          | C-FPQF          | (711). Vendu en 1994 à Athenian Airlift Serv en Grèce. Toujours immatriculé par Sea Link Aviation aux États-Unis (N315KM).                                                                     |
| 1962                             | Inconnue                | DC-3       | C-49J       | Douglas USA      | 6319            | C-FPQE          | Anciennement CF-CBL. Destruction totale lors d'un accident, atterrissage Kangiqsujuaq, juin 1990.                                                                                              |
| 1962                             | 1994                    | Canso      | PBY-5A      | Canadian Vickers | CV-264          | C-FPQK          | (712) Offert à la Fondation Aérovision Québec inc., St-Hubert (1994). Vendu à la Collins Foundation en 2017 et toujours immatriculé (N983CF).                                                  |
| 1962                             | 1994                    | Canso      | PBY-5A      | Canadian Vickers | CV-417          | C-FPQL          | (713) Vendu en 1994 à Royal Aviation. Restauré par la Canadian Warplane Heritage. |
| 1962                             | 1994                    | Canso      | PBY-5A      | Canadian Vickers | CV-425          | C-FPQM          | (714) Vendu en 1996 à Royal Aviation. |
| 1962                             | 1994                    | Canso      | PBY-5A      | Canadian Vickers | CV-427          | C-FPQO          | (715) Vendu en 1994. Restauré aux États-Unis et toujours immatriculé (N427CV). |
| 1963                             | 1987                    | Canso      | PBY-5A      | Canadian Vickers | CV-407          | C-FPQP          | (716) Destruction totale lors d'un accident mortel au Lac Caché à Chibougamau en juillet 1987.                                                                                                 |
| 1965                             | 1992                    | HS-125     | HS-1251A    | De Havilland UK  | 25036           | C-FPQG          | Communément appelé le Jet à Lesage. Vendu en juin 1992. Destruction totale par démantèlement le 25 juillet 1995 (N136DH).                                                                      |
| 1970                             | 2000                    | F-27       | F-27F       | Fairchild USA    | 84              | C-FPQH          | Vendu en juin 2000. Dernière immatriculation au Honduras (HR-ASR). |
| 1970                             | 1995                    | CL-215     | CL215 1A10  | Canadair         | 1006            | C-FTXA          | (224) Vendu en 1994 à la Province de Terre-Neuve-et-Labrador. Ensuite vendu à Buffalo Airways en 2018.                                                                                         |
| 1970                             | 1996                    | CL-215     | CL215 1A10  | Canadair         | 1007            | C-FTXB          | (225) Vendu à Bombardier (1996), puis à Buffalo Airways (2004), et finalement au gouvernement de la Turquie en 2009 (TC-TKJ). Atterrissage sur le ventre en direct série télévisée Ice Pilots. |
| 1970                             | 1999                    | CL-215     | CL215 1A10  | Canadair         | 1011            | C-FTUU          | (221) Vendu en 1997 à Royal Air, puis à Air Spray en 1999, et finalement au gouvernement de la Turquie en 2009 (TC-TKL).                                                                       |
| 1970                             | En service              | CL-215     | CL215 1A10  | Canadair         | 1014            | C-FTXG          | (228). |
| 1970                             | 1999                    | CL-215     | CL215 1A10  | Canadair         | 1030            | C-FTUW          | (223) Vendu en 1999 à Air Spray puis au gouvernement de la Turquie en 2009 (TC-TKK). |
| 1971                             | Inconnue                | HS-125     | HS-125 1A   | De Havilland UK  | 25022           | CF-SDA          | Communément appelé Sûr D’être Acheté. Destruction totale lors d'un accident, États-Unis (1986).                                                                                                |
| 1971                             | 1996                    | CL-215     | CL215 1A10  | Canadair         | 1008            | C-FTXC          | (226) Vendu à Buffalo Airways en 1996, puis devenu N215NC en 1997, et finalement de retour chez Buffalo Airways depuis 2011 (C-GNCS).                                                          |
| 1971                             | 1995                    | CL-215     | CL215 1A10  | Canadair         | 1012            | C-FTXE          | (227) Destruction totale lors d'un accident, 9 juillet 2004, au Portugal. |
| 1971                             | 1997                    | CL-215     | CL215 1A10  | Canadair         | 1003            | C-FYWO          | (232) Vendu en 1997 à la Province de la Saskatchewan. |
| 1971                             | 1994                    | CL-215     | CL215 1A10  | Canadair         | 1004            | C-FYWQ          | (234) |
| 1971                             | 1997                    | CL-215     | CL215 1A10  | Canadair         | 1009            | C-FYXG          | (235) Vendu en 1997 à la Province de la Saskatchewan. |
| 1971                             | 1998                    | CL-215     | CL215 1A10  | Canadair         | 1016            | C-FTXI          | (229) Vendu en 1998 à la Province du Manitoba. |
| 1971                             | En service              | CL-215     | CL215 1A10  | Canadair         | 1017            | C-FTXJ          | (230) |
| 1971                             | En service              | CL-215     | CL215 1A10  | Canadair         | 1018            | C-FTXK          | (231) |
| 1971                             | 1998                    | CL-215     | CL215 1A10  | Canadair         | 1020            | C-FTUV          | (222) Vendu en 1998 à la Province du Manitoba, puis à Buffalo Airways en 2020. |
| 1972                             | 1995                    | CL-215     | CL215 1A10  | Canadair         | 1002            | C-FYWP          | (233) Vendu en 1995 à Bombardier, puis à la Province de Terre-Neuve-et-Labrador en 1995, et finalement à Buffalo Airways en 2018.                                                              |
| 1973                             | 2000                    | F-27       | F-27F       | Fairchild USA    | 66              | C-FPQI          | |
| 1981                             | 1992                    | HS-125     | HS-1251A    | De Havilland UK  | 25027           | C-FSEN          | Communément appelé Valentine Lupien,1er avion hôpital du SAG. Vendu en 1992 (N777RN). Plus en état de vol depuis septembre 2006.                                                               |
| 1983                             | 1990                    | HS-125     | HS-125 1A   | De Havilland UK  | 25034           | C-FHLL          | Vol unique pour le SAG entre CYYZ et CYUL. Fut acheté pour les ailes de C-FSEN. Destruction totale par démantèlement.                                                                          |
| 1987                             | 1991                    | CL-215     | CL215 1A10  | Canadair         | 1091            | C-GFQA          | (236) Destruction totale lors d'un accident mortel le 19 juin 1991 près de Chute-des-Passes.                                                                                                   |
| 1987                             | En service              | CL-215     | CL215 1A10  | Canadair         | 1092            | C-GFQB          | (237) Mark V. |
| 1988                             | 2010                    | Challenger | CL-601-1A   | Bombardier       | 3063            | C-FURG          | Avion hôpital #2, transfert à l'ÉNA (C-FURB). Plus en état de vol. |
| 1992                             | En service              | CL-215T    | CL215 6B11  | Canadair         | 1115            | C-FAWQ          | (239) convertit en CL-215T. |
| 1991                             | 1994                    | Cheyenne   | PA-42-1000  | Piper Aircraft   | 42-5527039      | C-FPQA          | Vendu en septembre 1994 à Carson Air, Colombie-Britannique. |
| 1991/06                          | 1997                    | Sherpa     | SD3-30      | Bombardier/Short | SH3124          | C-FPQE          | Anciennement G-BPYU. Destruction totale lors d'un accident, approche à Umiujaq le 3 décembre 1993.                                                                                             |
| 1992                             | 1993                    | Navajo     | PA-31-350   | Piper Aircraft   | 31-8252042      | C-FDNF          | Loué pour changements d’équipages citernes. Destruction totale lors d'un accident, feu de moteur au décollage le 20 janvier 1998.                                                              |
| 1992                             | En service              | CL-215T    | CL215 6B11  | Canadair         | 1114            | C-FASE          | (238) premier CL- 215 Mark V convertit en CL- 215T. |
| 1995                             | En service              | CL-415     | CL215 6B11  | Canadair         | 2002            | C-GQBA          | (240) |
| 1995                             | En service              | CL-415     | CL215 6B11  | Canadair         | 2012            | C-GQBC          | (241) |
| 1996                             | En service              | CL-415     | CL215 6B11  | Canadair         | 2016            | C-GQBD          | (242) |
| 1996                             | En service              | CL-415     | CL215 6B11  | Canadair         | 2017            | C-GQBE          | (243) |
| 1996                             | En service              | CL-415     | CL215 6B11  | Canadair         | 2019            | C-GQBF          | (244) |
| 1996                             | En service              | CL-415     | CL215 6B11  | Canadair         | 2022            | C-GQBG          | (245) |
| 1996                             | En service              | CL-415     | CL215 6B11  | Canadair         | 2023            | C-GQBI          | (246) |
| 1997                             | En service              | CL-415     | CL215 6B11  | Canadair         | 2026            | C-GQBK          | (247) |
| 1999                             | En service              | Challenger | CL-601-3A   | Bombardier       | 5051            | C-GQBQ          | |
| 2000                             | En service              | Dash-8     | DHC-8-202   | Bombardier       | 470             | C-GQBT          | 1ère Navette aéromédicale. |
| 2009                             | 2015                    | Challenger | CL-601-1A   | Bombardier       | 3022            | C-GCFG          | Remisé en 2015. |
| 2014                             | En service              | Challenger | CL-601-3R   | Bombardier       | 5165            | C-GURG          | Avion hôpital #3. |
| 2015                             | En service              | Dash-8     | DHC-8-315   | Bombardier       | 609             | C-GURM          | Transport et navette aéromédicale. |
| 2018                             | 2023                    | Challenger | CL-601-3R   | Bombardier       | 5179            | C-GDLI          | |

| Mis Ops | Année de fin de service | Type        | Mod          | Construct.      | S/N      | Enreg  | Retrait / Remarques                                                                                             |
| 1961    | Inconnue                | Bell 47     | 47J-2        | Bell Helicopter | 1827     | CF-PQZ | Premier hélicoptère du SAG. Actuellement au Musée de l’aviation de l’Atlantique, repeint en CF-CAF.             |
| 1970    | Inconnue                | Hugues      | 369 HE       | Hugues Aircraft | 119-012E | CF-PQS | Destruction totale lors d'un accident mortel, le 30 août 1973 près de la Rivière Natasquan.                     |
| 1974    | 2001                    | Jet Ranger  | 206B         | Bell Helicopter | 1263     | C-FPQR | Vendu en 2001 à Auto Meilleur Ltee – Transport Nordest-Sudouest Qc.                                             |
| 1973    | 1994                    | Jet Ranger  | 206B         | Bell Helicopter | 733      | C-FPQT | Vendu en 1994 à Bell Textron.                                                                                   |
| 1973    | 2000                    | Jet Ranger  | 206B         | Bell Helicopter | 1000     | C-FPQU | Vendu en 2001 à Bailey Helicopters.                                                                             |
| 1973    | 1994                    | Jet Ranger  | 206B         | Bell Helicopter | 1056     | C-FPQV | Sûreté du Québec. Destruction totale lors d'un accident mortel, près des Chutes Montmorency le 25 octobre 1995. |
| 1973    | 1994                    | Jet Ranger  | 206B         | Bell Helicopter | 1330     | C-FPQX | Vendu en 1994 à Bell Textron.                                                                                   |
| 1978    | 2001                    | Jet Ranger  | 206B         | Bell Helicopter | 2382     | C-GPQS | |
| 1975    | 2000                    | Jet Ranger  | 206B         | Bell Helicopter | 1638     | C-GPQY | |
| 1980    | En service              | Jet Ranger  | 206B         | Bell Helicopter | 2897     | C-GBPQ | SAG / Sûreté du Québec CYHU.                                                                                    |
| 1994    | 2021                    | Long-Ranger | 206L-4       | Bell Textron    | 52060    | C-GSQA | SAG / Sûreté du Québec CYHU. Destruction totale lors d'un accident, près de Alma le 22 janvier 2020.            |
| 2002    | En service              | Bell        | 412EP        | Bell Textron    | 36262    | C-GSQL | SAG / Sûreté du Québec CYHU.                                                                                    |
| 2021    | En service              | Airbus      | MBB-BK117D-2 | Airbus          | 20091    | C-GSQP | Importé en 2020 de Airbus Helicopters.                                                                          |

## Incidents et sécurité opérationnelle
Depuis sa création, le Service aérien gouvernemental (SAG) a été impliqué dans plusieurs incidents et accidents au cours de ses missions.
Les accidents les plus graves ont entraîné des pertes humaines et la destruction d’appareils, notamment des avions-citernes et des appareils affectés aux missions sanitaires. Par exemple, plusieurs incidents sont survenus dans les années 1960 et 1970 avec des appareils comme le Beaver, l’Otter, et le Canso. Un total de trois accidents mortels a été enregistré, incluant la perte d’un CL-215 en 1991, causant la mort du commandant et du premier officier. D’autres incidents notables incluent des sorties de piste ou des atterrissages d’urgence, souvent en raison de défaillances mécaniques ou de conditions de piste inadéquates, notamment dans les régions nordiques.
En 1997, la direction de la maintenance du SAG a obtenu la certification ISO 9001 pour ses pratiques de maintenance.
Pour renforcer la sécurité, le SAG a mis en place un Bureau de gestion de la sécurité aérienne (BGSA) en 2004.